# Serica

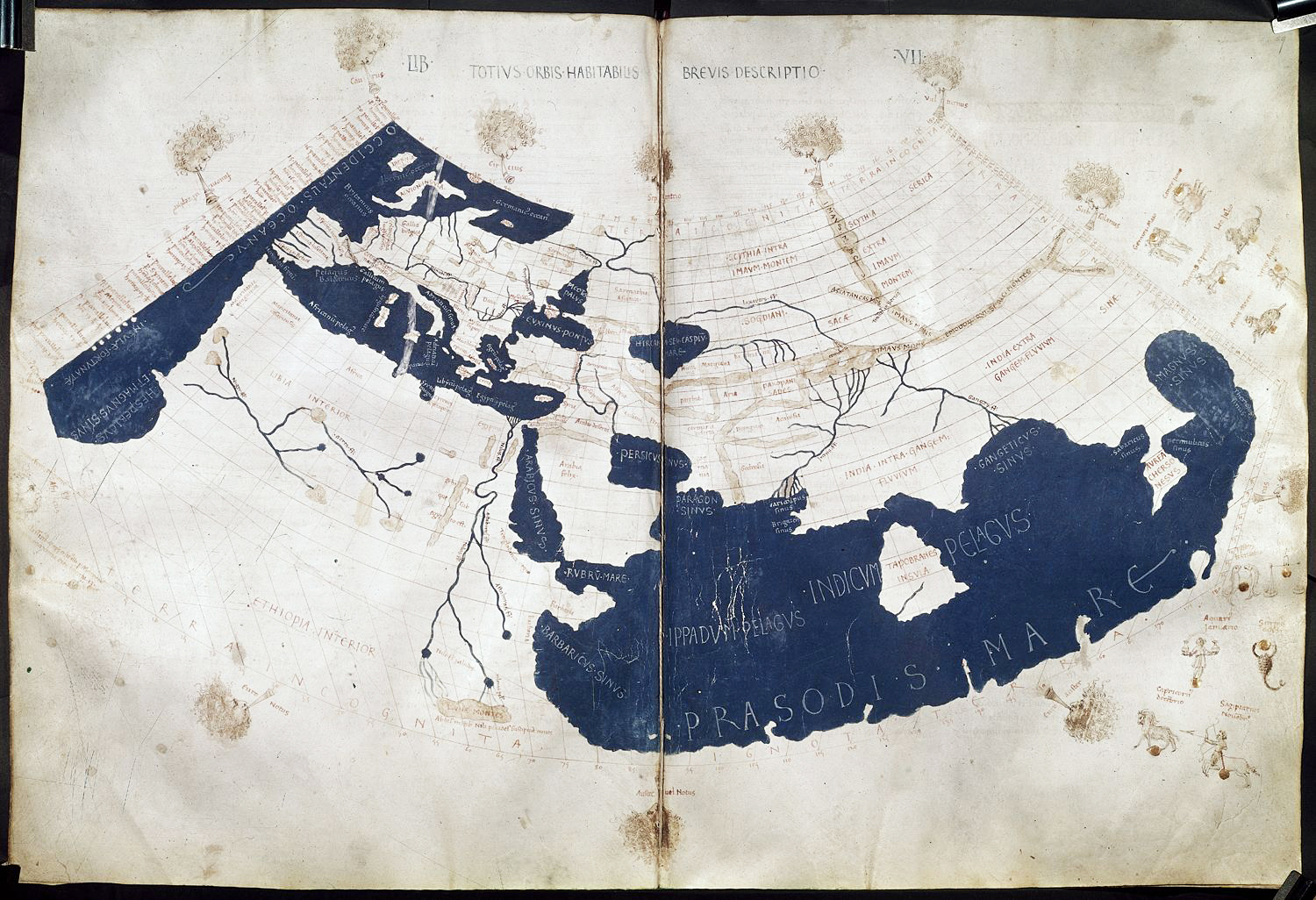
Una mappa mundi fiorentina della metà del XV secolo basata sulla prima proiezione (conica modificata) nella traduzione latina del 1406 di Jacopo d'Angelo dei manoscritti greci della Geografia di Tolomeo (II secolo) riscoperti da Massimo Planude alla fine del XIII secolo. La Serica si trova all'estremità nord-orientale del mondo.

La Serica (in greco antico Σηρικά) era uno dei paesi più orientali dell'Asia noti agli antichi geografi greci e romani. Si ritiene generalmente che corrispondesse alla Cina settentrionale durante le dinastie Zhou, Qin e Han, poiché veniva raggiunta via terra tramite la via della seta, a differenza della Sina (Sinae), che veniva raggiunta via mare. Una distinzione simile si riscontrerà anche più tardi, nel Medioevo, tra il «Catai» (a nord) e il «Mangi» o «Cina» (a sud). Gli abitanti della Serica venivano chiamati Seri (Seres, in greco antico Σῆρες), nome con cui veniva indicata anche la loro regione. L'accesso alla Serica divenne piuttosto facile dopo la conquista, da parte degli Han, del bacino del Tarim (l'attuale Xinjiang), ma divenne pressoché impossibile dopo la caduta dell'impero Partico e la successiva ascesa dei Sasanidi. Henry Yule riassunse così i geografi classici:
Se uniamo insieme tutto ciò che gli antichi sapevano sui Seri e sul loro paese, omettendo affermazioni anomale ed evidenti fandonie, potremmo ottenere un risultato del tipo: – «La regione dei Seri è un paese vasto e popoloso, che ad est raggiunge l'Oceano e i limiti del mondo abitabile, e ad ovest si estende fino all'Imao e ai confini della Battria. La popolazione è civile, mite, giusta e frugale, evita i contrasti con i vicini ed è persino timida a stringere rapporti; tuttavia, non è contraria ad offrire i suoi prodotti, dei quali la seta grezza è il fiore all'occhiello, senza dimenticare stoffe di seta, pellicce pregiate e ferro di notevole qualità». Tale definizione si addice chiaramente ai Cinesi.
Alcuni studiosi, tuttavia, sostengono che i Seri non fossero i Cinesi veri e propri, ma piuttosto tribù che parlavano lingue indoeuropee, situate ai margini occidentali delle dinastie e degli imperi cinesi, unite da rapporti commerciali con gli antichi indiani, come gli Yuezhi, i Saci e i Tocari.

## Etimologia
Le forme latine Serica e Seres derivano dal greco Sērikḗ (Σηρική) e Sḗres (Σῆρες). L'etimologia di questi termini va probabilmente ricondotta alla parola utilizzata per indicare la seta (in greco σηρικός, sērikós; in latino sericum), che lo studioso Julius Klaproth ha collegato al carattere cinese 絲, la cui pronuncia in cinese antico è stata ricostruita come /*[s]ə/. Greci e romani conoscevano la seta molto prima di sapere che veniva prodotta dai bachi da seta; pertanto, sēr (σὴρ) è considerata una retroformazione. Un'altra variante del nome è Serica Regio. Flavio Giuseppe, nelle Antichità giudaiche (libro 1, paragrafo 147), chiamò quella regione «Σηρια», resa in latino come «Seria».
Secondo alcuni classicisti sarebbe estremamente improbabile che una nazione prendesse il nome da un insetto. Lassen affermò di aver identificato riferimenti ai Seres nelle scritture indù, così come accade per «Çaka» [Saci], «Tukhâra» [Battria] e «Kanka» [Kangju].

## Testimonianze

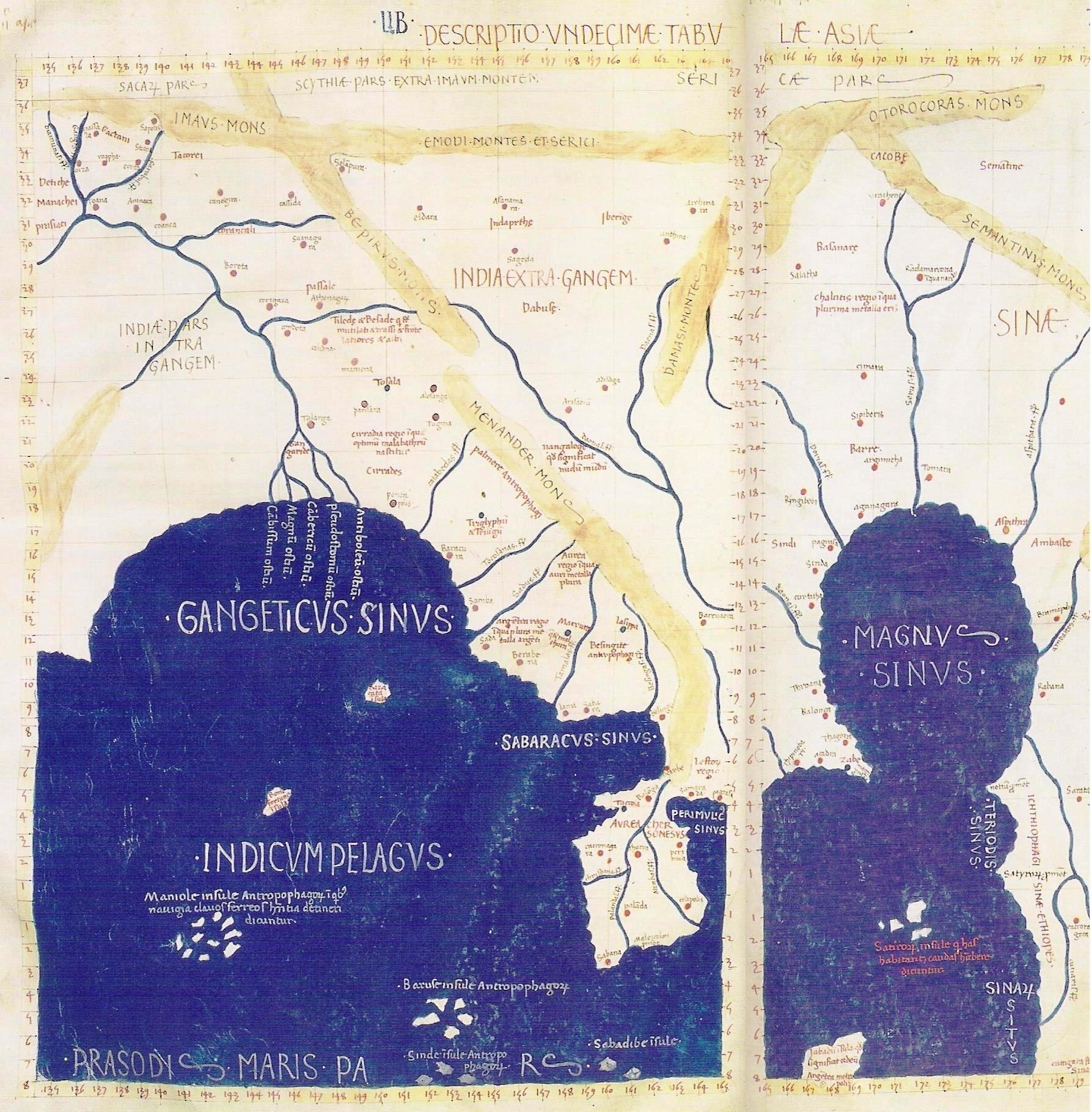
Una mappa a inserto in latino derivata dalla Geografia di Tolomeo. La Serica (Sericae Pars) è situata a nord della Sinae, che si affaccia sul Grande Golfo (Magnus Sinus) all'estremità di un oceano Indiano (Indicum Pelagus) chiuso da terre emerse.

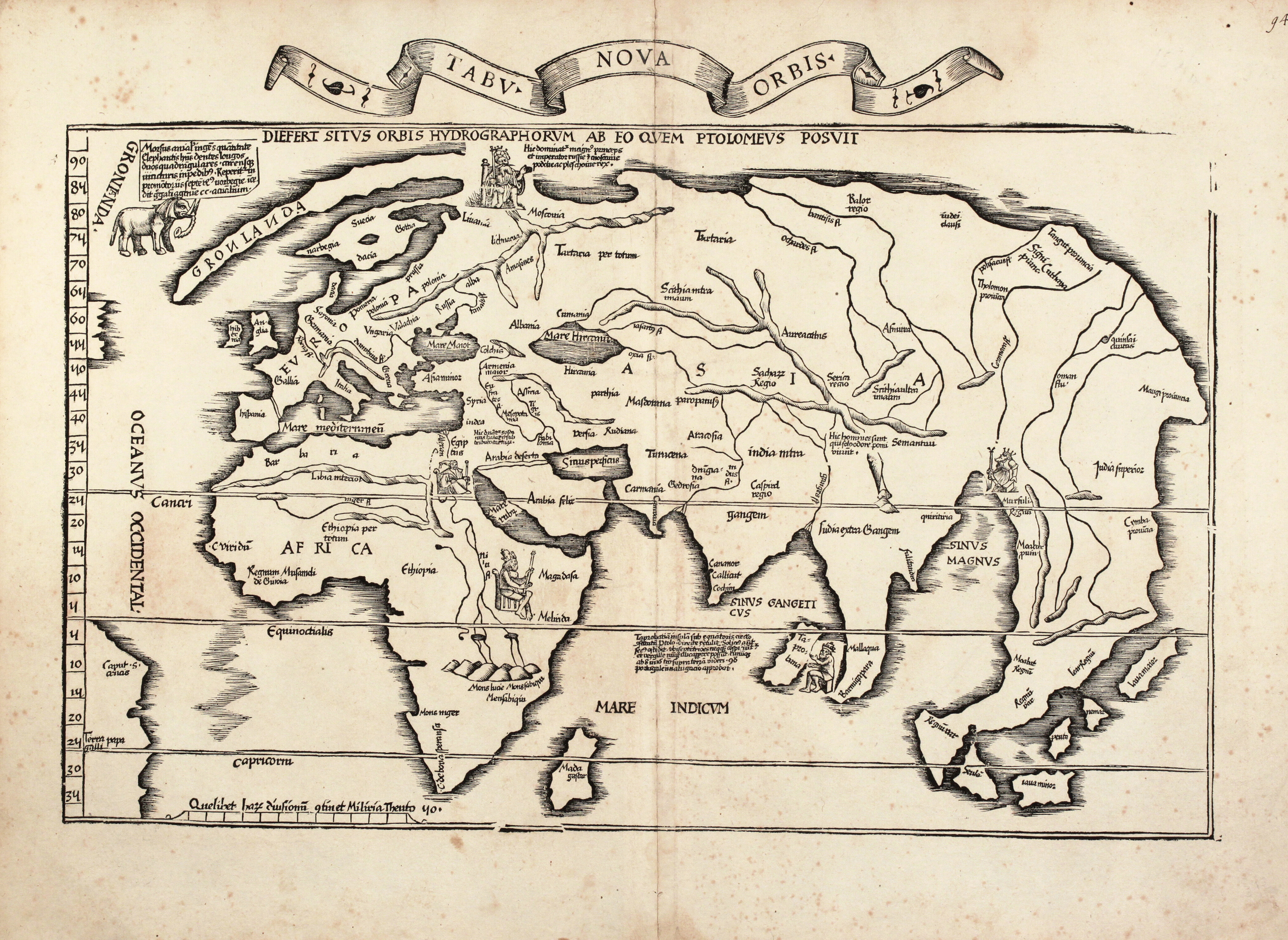
In questo planisfero di Laurent Fries (1522) sono indicate sia la Serica (Serica Regio) a nord dell'Himalaya, che il Catai (Cathaya) all'estremità nord-orientale dell'Asia.

### Panoramica
A partire dal I secolo a.C., con Virgilio, Orazio e Strabone, le fonti romane offrono solo vaghi accenni alla Cina e ai Seres, i produttori di seta dell'Estremo Oriente. Sembra che Floro abbia confuso i Seri con i popoli dell'India, o almeno abbia osservato che la loro carnagione dimostrava che entrambi vivevano «sotto un altro cielo» rispetto ai Romani. Pomponio Mela, geografo del I secolo, affermò che le terre dei Seri si trovavano nella parte centrale della costa che si affacciava su un oceano orientale, tra l'India a sud e gli Sciti della steppa eurasiatica a nord. Lo storico Ammiano Marcellino (circa 330-400) scrisse che la terra dei Seri era chiusa da grandi muraglie naturali attorno a un fiume chiamato Bautis, forse identificabile con il Fiume Giallo. Successivamente, grazie a un prestito dai popoli turchi dell'Asia centrale, i Romani d'Oriente (ossia i Bizantini) adottarono un nuovo nome per la Cina, Taugast (dal turcico Tabghach), durante il periodo dei Wei settentrionali (386-535). All'epoca dell'imperatore romano d'Oriente Giustiniano I (527-565), i Bizantini acquistavano la seta cinese da intermediari sogdiani. Tuttavia, riuscirono anche a contrabbandare i bachi da seta fuori dalla Cina grazie all'aiuto di monaci nestoriani, che affermavano che la terra di «Serindia» si trovasse a nord dell'India e producesse la seta più pregiata.

### Ctesia
Il primo accenno ai Seri giunto fino a noi si trova negli Indica di Ctesia (V secolo a.C.), dove si racconta che sono «un popolo di statura e longevità portentose». L'autenticità di questa testimonianza, tuttavia, è stata messa in discussione.

### Strabone
Strabone, nel I secolo, menziona i Seri in due punti della sua Geografia. Nel primo passaggio riporta che «alcuni scrittori» affermano che i Seri vivano più a lungo degli Indiani di Musicano, che Onesicrito sosteneva vivessero fino a 130 anni. Nel secondo passaggio, trattando del regno greco-battriano, scrive che Apollodoro di Artemita sosteneva che i confini dei Battriani si estendessero «fino ai Seri e ai Frini».

### Pomponio Mela
Il De situ orbis di Pomponio Mela indica i Seri come uno dei tre popoli che abitano l'estremità orientale dell'Asia. Il geografo colloca i Seri tra gli Indiani a sud e gli Sciti a nord. In un passaggio successivo scrive:
Trapassate queste spiagge deserte [del mar Caspio] volgesi il corso verso il mare Eoo e verso quella parte della terra che guarda a oriente. Questa si estende dal promontorio Scitico sino a quel di Colide. In sulla prima è tutta quanta inaccessibile; quindi è incolta per la barbarie degli abitanti. Sono appunto gli Sciti Androfagi ed i Sachi; separati da una contrada inabitabile perché piena di fiere. I vasti luoghi che vengono appresso sono anche essi infestati da belve insino a quel monte che si eleva sul mare, chiamato Tabi. Lungi da questo s'innalza il Tauro. Fra mezzo sono i Seri, generazione di uomini piena di giustizia, e molto nota pel commercio che ella esercita, lasciando in una solitudine le derrate ed allontanandosi.

### Plinio

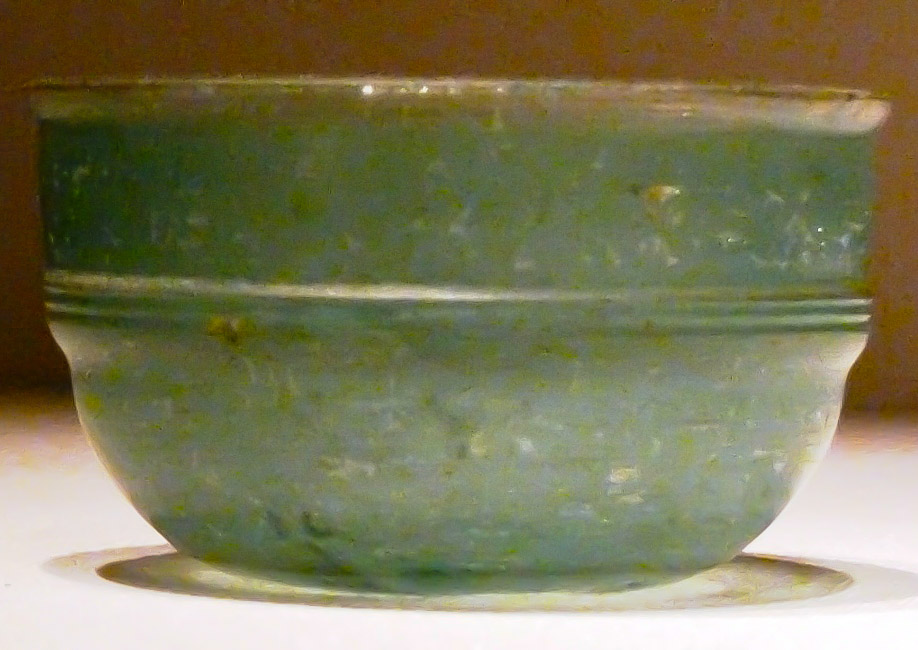
Coppa di vetro romano verde portata alla luce in una tomba della dinastia degli Han orientali (25-220 d.C.) nel Guangxi (Cina).

Plinio il Vecchio parla dei Seri nella sua Storia naturale (Libro VI, capitolo XX). Anche lui colloca i Seri oltre una terra desolata, dall'altra parte della Scizia; come Virgilio prima di lui, fraintese palesemente la sericoltura, credendo che la seta venisse prodotta da certi alberi:
Troviamo poi [ad est del Caspio] di nuovo degli Sciti e ancora zone desertiche popolate da fiere fino a che non si giunge a una catena montuosa, chiamata Tabi, a strapiombo sul mare. E non è dato trovare abitanti in quella regione prima di aver percorso circa metà della costa rivolta a nord-est. I primi uomini di cui qui si abbia notizia sono i Seri, celebri per la lana delle loro foreste, che ricavano togliendo con un pettine la bianca lanugine delle foglie dopo averla bagnata con dell'acqua. Da ciò deriva per le nostre donne il doppio lavoro di dividere i fili e di tesserli di nuovo: è attraverso un'operazione di questa complessità e un viaggio in terre così lontane che si ottiene che una nostra matrona possa presentarsi in pubblico con vesti trasparenti.
Anche Ammiano riporta questa versione, sebbene Pausania sapesse che la seta proveniva da insetti appositamente allevati a tale scopo dai Seri, il che lascia intendere una maggiore attenzione alle notizie riportate da diplomatici e commercianti romani che avevano visitato la Cina.
In un altro punto della sua opera, Plinio afferma che il loro ferro – che «ci inviano con le loro vesti e pellami» – è della migliore qualità al mondo, superiore persino a quello dei Parti.
Plinio riporta anche una curiosa descrizione dei Seri fornita dai membri di un'ambasciata giunta presso l'imperatore Claudio da Taprobane, dalla quale si ipotizza che potesse trattarsi di popolazioni indoeuropee del bacino del Tarim, come i Tocari:
Essi raccontano ancora che la costa dell'isola posta a sud-est dell'India misura 10000 stadi e che il loro paese è situato di fronte a quello dei Seri, al di là dei monti Emodi [l'Himalaya], popolo per altro loro noto grazie alla attività commerciale. Vi si era recato il padre di Rachia [l'ambasciatore]. Lì le fiere attaccano gli stranieri mentre gli abitanti hanno una statura superiore alla media, i capelli rossi, gli occhi azzurri, uno spaventoso timbro di voce e non parlano con i viaggiatori. Le altre informazioni [sui Seri] concordano con quelle dei nostri mercanti: le merci erano collocate sulla riva opposta del fiume accanto a quelle che essi mettevano in vendita: se lo scambio li soddisfaceva, le prendevano e le portavano via. Non esiste motivo più valido, per odiare il lusso, che far correre la mente fino a quelle lontane contrade, facendola riflettere su che cosa esso esige, a qual prezzo e per quale ragione.

### Tolomeo
Il paese di «Serica» è raffigurato nel planisfero tolemaico del 150 d.C. nell'area oltre l'«Imao» (il Pamir). Ciò indica che, secondo Tolomeo, la Serica coincidesse con l'attuale Xinjiang, o almeno che quest'ultimo ne facesse parte.
Tutta la parte abitabile della nostra terra confina a oriente con la terra incognita vicina ai popoli orientali dell'Asia maggiore, con i Sini e con i Serici.
Inoltre, Tolomeo posiziona i Sini in modo abbastanza preciso:
L'estremità orientale della terra conosciuta è limitata dal meridiano tracciato attraverso la metropoli dei Sini, a una distanza da Alessandria di 119,5 gradi, calcolata sull'equatore, corrispondenti a circa otto ore equinoziali.
Tolomeo nomina anche «Sera, la capitale dei Seri». Secondo Henry Yule, dal momento che Tolomeo interpretava erroneamente il mare Indiano come un bacino chiuso e non sapeva collocare con esattezza la costa cinese, l'idea che la Sina fosse un paese distinto dalla Serica sarebbe del tutto erronea.
Nell sua Geografia, Tolomeo parlò delle terre interne e circostanti l'oceano Indiano, affermando che una città portuale chiamata Cattigara, situata oltre il Chersoneso Aureo (la penisola malese), era stata visitata da un marinaio greco di nome Alessandro, probabilmente un mercante. In una pubblicazione del 1877, Ferdinand von Richthofen suggerì che Cattigara sorgesse vicino all'odierna Hanoi, nell'antica provincia cinese di Jiaozhi, che comprendeva il Vietnam settentrionale. Tuttavia, i ritrovamenti archeologici di reperti romani e mediterranei a Óc Eo (vicino a Ho Chi Minh), nel delta del Mekong (Vietnam meridionale), suggeriscono che fosse piuttosto questo il sito della città portuale di cui parla Tolomeo. Qui furono trovati medaglioni d'oro romani risalenti al periodo di Antonino Pio e Marco Aurelio, e sembrerebbe dunque che vi fosse una certa attività commerciale romana nel Sud-est asiatico, almeno durante l'epoca antonina (ipotesi avvalorata anche da altri ritrovamenti in Thailandia, Indonesia e Malesia). La storiografia cinese afferma che mercanti di «Da Qin» (l'Impero romano) erano attivi in Cambogia e Vietnam. Le prove archeologiche sembrano convalidare quanto riportato dalle antiche fonti cinesi, secondo le quali un'ambasciata romana inviata da un sovrano di nome «Andun» (安敦; Antonino Pio o Marco Aurelio) arrivò per la prima volta nel 166 d.C. a Jiaozhi, la stessa regione che sarebbe stata visitata altre volte dai Romani negli anni successivi, sempre secondo le fonti cinesi.

## Geografia ed economia

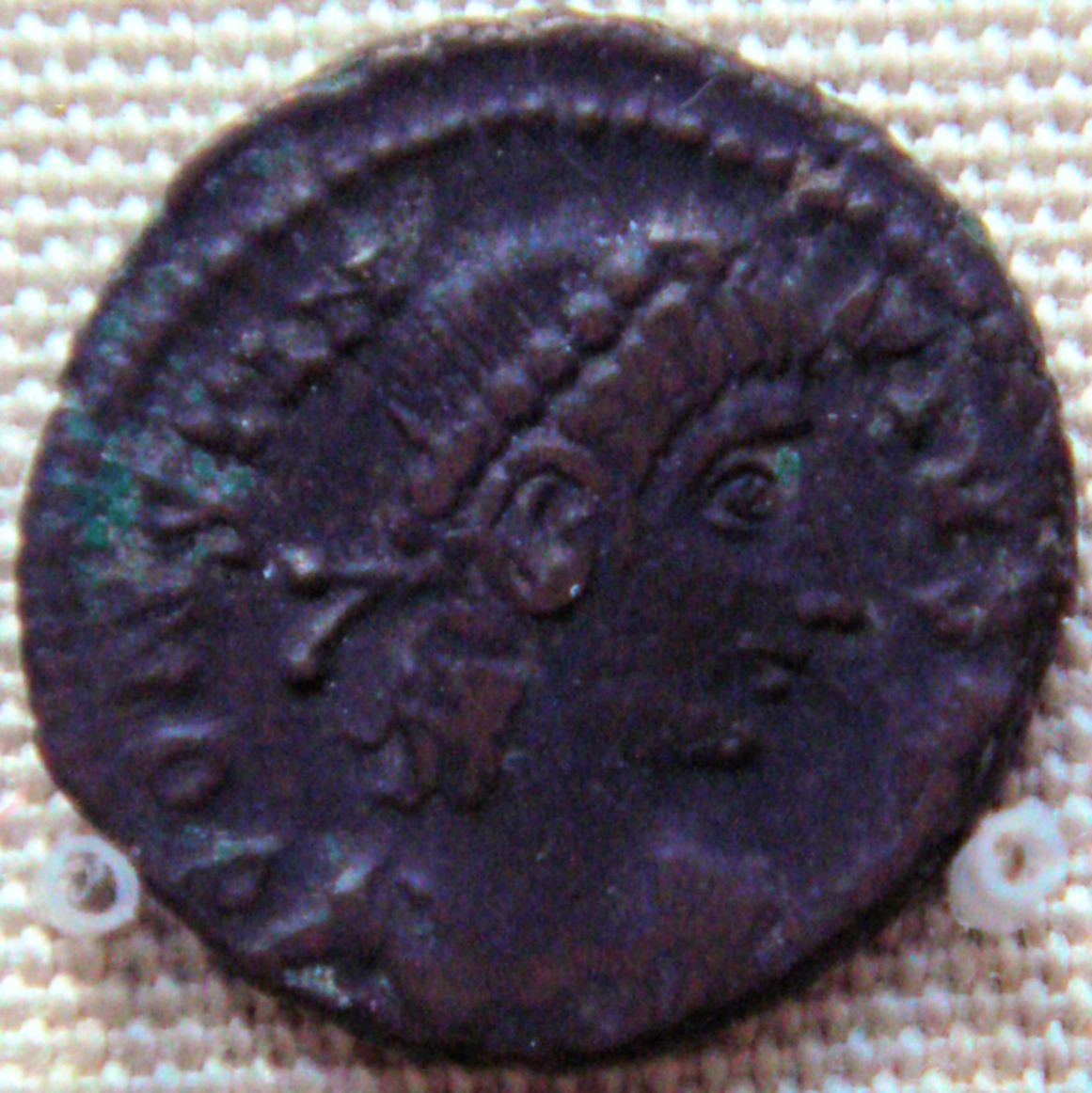
Moneta di bronzo di Costanzo II (337–361) rinvenuta a Karghalik (Cina).

Secondo la descrizione di Tolomeo, la Serica era delimitata a ovest dalla Scizia, a nord-est da una terra sconosciuta, a est dalla Sina e a sud dall'India. Plinio, al contrario, sostiene che essa si spingesse a est fino all'estrema costa orientale dell'Asia, arrivando addirittura a citare un «oceano Serico», mentre in un altro punto della sua opera menziona un promontorio e una baia. Le opinioni degli studiosi moderni variano, ma la maggior parte dei geografi concorda nell'affermare che la Serica corrisponda all'attuale Turkestan cinese. Ai confini settentrionali della regione si trovavano le propaggini più orientali dei monti Annibi e Auxacii (gli Altaj, o più probabilmente il Tien Shan), che si estendevano fin là dalla Scizia. Nell'interno si trovavano i monti Asmiraei e, verso i confini meridionali, i monti Casii (forse il Kunlun), un ramo dei quali, denominato Thagurus, si spingeva fin quasi al fiume Bautis (identificabile forse con il Fiume Giallo o il Tarim).
Gli scrittori greco-romani nominano più di una dozzina di tribù e quindici città dei Seri. Dai loro ritratti è evidente che non appartenessero tutti alla stessa etnia, ma condividessero una denominazione nazionale comune. La loro capitale si chiamava Sera, che taluni hanno voluto identificare con Kashgar o Yarkand. Si ritiene che un'altra città della regione, Issedon, capitale degli Issedoni serici, fosse situata sulle pendici orientali del Pamir o addirittura sui monti Altaj, mentre della terza città degna di nota, Aspacara, si diceva che fosse situata vicino alla sorgente del Fiume Giallo.
Secondo i geografi antichi, la Serica godeva di un clima gradevole ed era ricca di risorse naturali, come ferro, pelli e pellicce, e pietre preziose.